# Roland MC-303

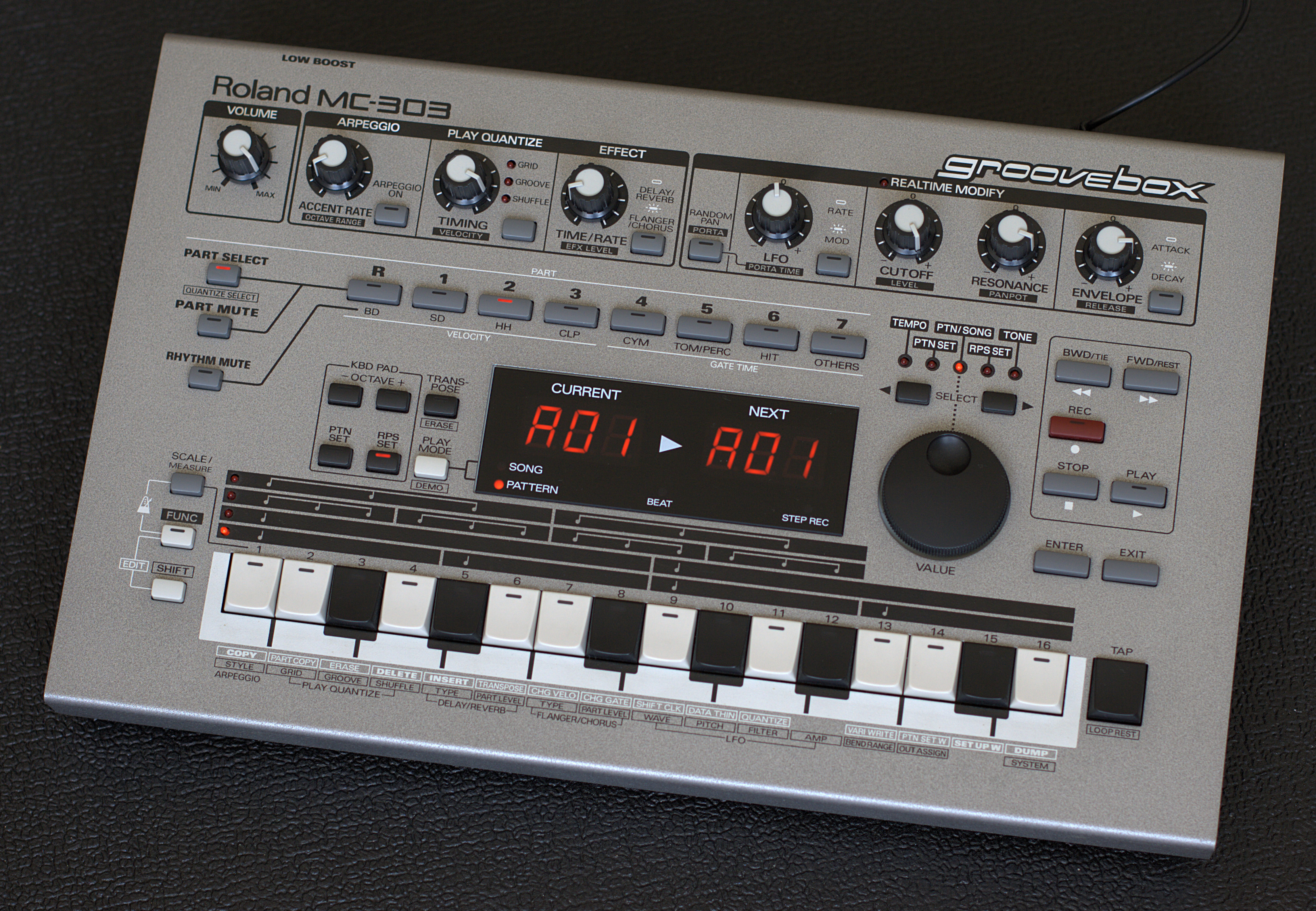
Um sintetizador Roland MC-303 Groovebox.

O Roland MC-303 é o primeiro de uma série de instrumentos musicais conhecidos como Groovebox. Ele combina um módulo de som simples, com um sequenciador para gravar e armazenar notas, juntamente com os controles que visam incentivar o músico a improvisar a música enquanto estiver tocando. Apesar do número em seu nome e do hype que recebeu aquando do seu lançamento, o MC-303 tem mais em comum com outros sintetizadores MC prefixados, que contêm embutidos seqüenciadores,como o famoso Roland TB-303. Como Groovebox, o MC-303 foi o primeiro de uma linha de produtos de baixo custo voltados especificamente para DJs da casa e músicos amadores em casa ao invés de produtores profissionais. Foi substituído pela Roland MC-505. 